# Canton, Massachusetts
Canton är en kommun (town) i Norfolk County i delstaten Massachusetts, USA. Vid 2020 års folkräkning hade kommunen 24 370 invånare.

## Kända personer från Canton
- Bill Burr, skådespelare
- Kevin Rooney, ishockeyspelare
- James Sumner, kemist